# Guy Laporte
| Guy Laporte                               | Guy Laporte                               |
| Kattints az alábbi külső linkek egyikére! | Kattints az alábbi külső linkek egyikére! |
| ----------------------------------------- | ----------------------------------------- |
| Nem található szabad kép.(?)              |                                           |
| külső link · jogvédett                    | Képe az Ozap.com lapon                    |

Guy Laporte (Angers, 1948. március 11. – 2019. december 11.) francia színész.

## Filmjei
Mozifilmek
- Bronzbarnák (Les bronzés) (1978)
- A bronzbarnák síelni mennek (Les bronzés font du ski) (1979)
- Alors heureux?  (1980)
- Gyere hozzám, egy barátnőmnél lakom (Viens chez moi, j'habite chez une copine) (1981)
- Ma femme s'appelle reviens (1982)
- A zsaru nem tágít (Circulez y a rien à voir!) (1983)
- Pinot simple flic (1984)
- Ne vedd el tőlem a napot (Marche à l'ombre) (1984)
- Metró (Subway) (1985)
- Akarlak (Moi vouloir toi) (1985)
- Nuit d'ivresse (1986)
- Le beauf (1987)
- Napjaink félelme (Une époque formidable...) (1991)
- Simple mortel (1991)
- Segítség, csaló! (Grosse fatigue) (1994)

Tv-filmek
- Pierrot mon ami (1979)
- Histoires étranges (1980)
- Le voyageur imprudent (1982)
- Un homme digne de confiance (1997)
- Concours de danse à Piriac (2006)

Tv-sorozatok
- L'étrange monsieur Duvallier (1979, egy epizódban)
- Une femme d'honneur (1999, egy epizódban)